# Mesothriscus abax
Mesothriscus abax är en skalbaggsart som beskrevs av Sharp 1903. Mesothriscus abax ingår i släktet Mesothriscus och familjen jordlöpare. Inga underarter finns listade i Catalogue of Life.